# Roberto Farinacci

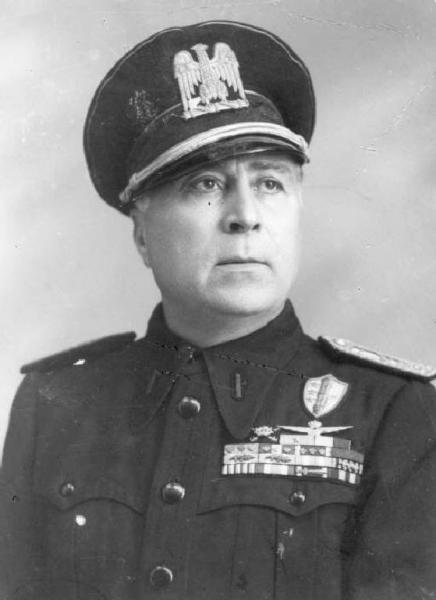
Farinacci in 1930

Roberto Farinacci (Isernia, 16 oktober 1892 – Vimercate, 28 april 1945) was een vooraanstaand Italiaans fascistisch politicus en journalist.
Farinacci vocht tijdens de Eerste Wereldoorlog in het Italiaanse leger en werd meerdere malen onderscheiden. Hij was tevens een correspondent voor Mussolini's krant Il Popolo d'Italia. Na de Eerste Wereldoorlog werd hij een van de oprichters van de Partito Nazionale Fascista (PNF). In 1921 werd hij voor de PNF in de Italiaanse Kamer van Afgevaardigden gekozen en in 1922 werd hij burgemeester van Cremona.
Farinacci ontwikkelde zich tot een fel antikatholieke, antisocialistische en antisemitische fascist. Hij raakte vaak in conflict met Mussolini die toen nog een gematigde koers voer. Van 1924 tot 1936 was Farinacci secretaris van de PNF. Van 1935 tot 1943 was hij lid van de Fascistische Grote Raad.
Tijdens de Tweede Wereldoorlog was hij op de hand van Duitsland. De Duitse regering overwoog zelfs om Mussolini te vervangen door de radicale antisemiet Farinacci. Farinacci verwierp de motie van Dino Grandi tijdens de zitting van de Fascistische Grote Raad omtrent het wel of niet aanblijven van Mussolini en beschouwde de motie als een verraad aan het adres van de Duce. Uiteindelijk stemde een meerderheid voor de motie en werd Mussolini afgezet en gearresteerd (25 juli 1943).
Nadat Mussolini door de Duitsers was bevrijd en president werd van het onder Duitse protectie staande Noord-Italië, werd Farinacci directeur van de krant Regima Fascista. Op 28 april 1945 werd Farinacci door antifascistische partizanen geëxecuteerd.